# Krčmare
Krčmare (cyr. Крчмаре) – wieś w Serbii, w okręgu toplickim, w gminie Kuršumlija. W 2011 roku liczyła 102 mieszkańców.